# Hrvoje Babec
Hrvoje Babec, né le 28 juillet 1999 à Virovitica en Croatie, est un footballeur croate qui évolue au poste de milieu défensif au Riga FC.

## Biographie

### Carrière en club

#### HNK Gorica
Natif de Virovitica en Croatie, Hrvoje Babec est notamment formé par le NK Osijek. Il joue de 2016 à 2018 dans les équipes de jeunes du FC Metz. En juillet 2019, il rejoint librement le HNK Gorica, avec qui il signe un contrat de trois ans. 
Il fait ses débuts en équipe première le 20 juillet 2019, lors d'une rencontre de championnat face au NK Inter Zaprešić. Il inscrit son premier but en professionnel le 28 août 2019, face au NK Zagorec Krapina (en), lors d'une rencontre de coupe de Croatie. Il est titulaire lors de cette large victoire de son équipe (10-0).

#### Riga FC
Le 10 juillet 2022, Hrvoje Babec rejoint la Lettonie afin de s'engager en faveur du Riga FC.
Babec inscrit son premier but pour le club le 28 juillet 2022, lors d'une rencontre qualificative pour la phase de groupe de la Ligue Europa Conférence 2022-2023 face au MFK Ružomberok. Titularisé, il ouvre le score et participe à la victoire de son équipe par deux buts à un.

### En sélection nationale
Hrvoje Babec est sélectionné à plusieurs reprises avec l'équipe de Croatie des moins de 17 ans de 2015 à 2016.
Il est retenu avec les espoirs pour disputer le championnat d'Europe espoirs en 2021, remplaçant Borna Sosa, ce dernier s'étant blessé juste avant la compétition.